# Lyes Cherifi
Lyes Cherifi –en árabe, إلياس شريفي– (nacido el 4 de marzo de 1968) es un deportista argelino que compitió en judo. Ganó una medalla de bronce en el Campeonato Africano de Judo de 1998 en la categoría de –81 kg.

## Palmarés internacional
| Campeonato Africano | Campeonato Africano | Campeonato Africano | Campeonato Africano |
| Año                 | Lugar               | Medalla             | Categoría           |
| ------------------- | ------------------- | ------------------- | ------------------- |
| 1998                | Dakar (Senegal)     | Medalla de bronce   | –81 kg              |